# Liste des délais de naturalisation
Cette liste dresse une synthèse des délais nécessaires pour pouvoir déposer un dossier dans l'optique d'obtenir sa naturalisation (généralement via mariage ou via résidence de longue durée). Cette naturalisation peut concerner les enfants mineurs quand la transmission de nationalité se fait par filiation. Ces délais ne prennent pas en compte le temps de traitement des dossiers qui peuvent parfois prendre plusieurs années supplémentaires.

| Région                | Pays                             | Article détaillé                                         | Années nécessaires en régime commun  | Double citoyenneté | Remarques/Cas particuliers | Réf.                                 |            |
| --------------------- | -------------------------------- | -------------------------------------------------------- | ------------------------------------ | --- | --- | ------------------------------------ | ---------- |
| Asie centrale         | Afghanistan                      |                                                          | 5 ans                                | Impossible | Impossible | Impossible                           | Impossible |
| Afrique subsaharienne | Afrique du Sud                   |                                                          | 5 ans                                | Oui | |                                      |            |
| Europe                | Albanie                          | Nationalité albanaise (en)                               | 5 ans                                | Oui | Délai réduit dans certains cas. |                                      |            |
| Afrique du Nord       | Algérie                          | Nationalité algérienne                                   | 7 ans                                | Oui | 7 ans de résidence. 3 ans de mariage et 2 ans de résidence. |                                      |            |
| Europe                | Allemagne                        | Nationalité allemande (en)                               | 5 ans                                | Oui | 5 ans, voire 3 ans si efforts d'intégration. 3 ans de résidence en cas de mariage depuis 2 ans à un ressortissant allemand |                                      |            |
| Europe                | Andorre                          | Nationalité de l'Andorre (en)                            | 20 ans                               | Non | 20 ans de résidence permanente 10 ans de résidence permanente si des études supérieures ont été faites en Andorre | [ 3 ]                                |            |
| Afrique subsaharienne | Angola                           | Nationalité angolaise (en)                               | 10 ans                               | Oui | | [ 4 ]                                |            |
| Caraïbes              | Antigua-et-Barbuda               |                                                          | 7 ans                                | Oui | 7 ans par résidence continue 3 ans par mariage | ,                                    |            |
| Moyen-Orient          | Arabie saoudite                  | Nationalité saoudienne (en)                              | 10 ans                               | Non sauf exception | Maitriser la langue arabe standard à l'oral et l'écrit ainsi que le dialecte. Être de confession musulmane. Exercer un métier rare dont le royaume a besoin. La double nationalité est impossible sauf pour les Saoudiennes qui épousent un étranger. | [ 7 ]                                |            |
| Amérique du sud       | Argentine                        | Nationalité argentine (en)                               | 2 ans                                | Oui | |                                      |            |
| Europe                | Arménie                          | Nationalité arménienne (en)                              | 3 ans                                | Oui | |                                      |            |
| Océanie               | Australie                        | Citoyenneté australienne (en)                            | 4 ans                                | Oui | 4 ans immédiatement avant la demande, dont au moins les derniers 12 mois de résidence permanente. | [ 8 ]                                |            |
| Europe                | Autriche                         | Nationalité autrichienne (en)                            | 15 à 30 ans                          | | 6 ans pour les exceptions suivantes : citoyens de l'UE, réfugiés ou personnes exceptionnellement intégrées |                                      |            |
| Europe                | Azerbaïdjan                      | Nationalité azerbaïdjanaise                              | 5 ans                                | Non | 5 ans de résidence et parler l'azéri. En cas de double nationalité, l’Azerbaïdjan ne la reconnait pas. |                                      |            |
| Caraïbes              | Bahamas                          |                                                          |                                      | Non | |                                      |            |
| Moyen-Orient          | Bahreïn                          | Nationalité bahreïnie (en)                               | 25 ans                               | Non | 25 ans 15 ans pour les citoyens arabes. Maîtrise de la langue arabe, lue, parlée et écrite. |                                      |            |
| Sous-continent indien | Bangladesh                       | Nationalité du Bangladesh (en)                           | 5 ans                                | | |                                      |            |
| Caraïbes              | Barbade                          | Nationalité de la Barbade (en)                           | 5 ans                                | Oui | |                                      |            |
| Europe                | Belgique                         | nationalité belge                                        | 5 ans                                | Oui | 5 ans pour la déclaration avec des conditions d'intégration formelles, notamment la maitrise d'une des trois langues officielles, 468 jours de travail ou équivalent en temps d'acquisition de formation (études...), ou 234 jours de travail ou son équivalent en temps de formation pour les conjoints de citoyens belges. 10 ans pour les candidats incapables de prouver ces conditions formelles, mais qui apportent d'autres preuves d'intégration socioculturelle.                                                                          |                                      |            |
| Amérique centrale     | Belize                           | loi de la nationalité du Belize (en)                     | 5 ans                                | Oui | |                                      |            |
| Afrique subsaharienne | Bénin                            |                                                          | 3 ans                                | Oui | |                                      |            |
| Sous-continent indien | Bhoutan                          | Nationalité du Bhoutan (en)                              | 20 ans                               | Non | |                                      |            |
| Europe                | Biélorussie                      | Nationalité biélorusse (en)                              | 7 ans                                | Non | |                                      |            |
| Asie du Sud-Est       | Birmanie                         | Nationalité du Myanmar (en)                              | impossible                           | impossible | impossible | impossible                           |            |
| Amérique du Sud       | Bolivie                          |                                                          | 3 ans                                | Oui | |                                      |            |
| Europe                | Bosnie-et-Herzégovine            |                                                          | 8 ans                                | Oui | |                                      |            |
| Afrique subsaharienne | Botswana                         |                                                          |                                      | Non | |                                      |            |
| Amérique du Sud       | Brésil                           | Nationalité brésilienne (en)                             | 4 ans                                | Oui | 4 ans 1 an pour les citoyens de pays lusophones |                                      |            |
| Asie du Sud-Est       | Brunei                           | Nationalité brunéienne                                   | 15 ans                               | Non | |                                      |            |
| Europe                | Bulgarie                         | Nationalité bulgare (en)                                 | 5 ans                                | Oui | |                                      |            |
| Afrique subsaharienne | Burkina Faso                     | Nationalité burkinabè (en)                               | 10 ans                               | | |                                      |            |
| Afrique subsaharienne | Burundi                          | Nationalité burundienne (en)                             | 10 ans                               | | |                                      |            |
| Asie du Sud-Est       | Cambodge                         |                                                          | 7 ans                                | Oui | |                                      |            |
| Afrique subsaharienne | Cameroun                         |                                                          | 5 ans                                | Oui | |                                      |            |
| Amérique du Nord      | Canada                           | Citoyenneté canadienne                                   | 3 ans                                | Oui | 3 ans ou 1095 jours sur les 5 dernières années comme résident permanent, le temps passé en tant que résident temporaire (visite, travail, études, etc.) compte pour moitié. |                                      |            |
| Afrique subsaharienne | Cap-Vert                         |                                                          | 5 ans                                | Oui | |                                      |            |
| Afrique subsaharienne | République centrafricaine        |                                                          |                                      | | |                                      |            |
| Amérique du sud       | Chili                            | Nationalité chilienne (en)                               | 5 ans                                | Oui | |                                      |            |
| Extrême Orient        | Chine                            | Citoyenneté chinoise                                     | impossible sauf certaines exceptions | impossible sauf certaines exceptions | impossible sauf certaines exceptions | impossible sauf certaines exceptions |            |
| Europe                | Chypre                           |                                                          | 7 ans                                | Oui | |                                      |            |
| Amérique du sud       | Colombie                         | Nationalité colombienne (en)                             | 5 ans                                | Oui | |                                      |            |
| Afrique subsaharienne | Comores                          |                                                          |                                      | Oui | |                                      |            |
| Afrique subsaharienne | République du Congo              |                                                          |                                      | Non | |                                      |            |
| Afrique subsaharienne | République démocratique du Congo |                                                          |                                      | | |                                      |            |
| Océanie               | Îles Cook                        |                                                          |                                      | | |                                      |            |
| Extrême Orient        | Corée du Nord                    |                                                          | impossible                           | impossible | impossible | impossible                           |            |
| Extrême Orient        | Corée du Sud                     | Nationalité sud-coréenne (en)                            | 5 ans                                | Non | 5 ans 3 ans en cas de mariage avec un citoyen coréen ou une citoyenne coréenne. |                                      |            |
| Amérique du sud       | Costa Rica                       |                                                          | 7 ans                                | | des réductions de durée de résidence pour se qualifier sont possibles pour les conjoints des citoyens et les ibéro-américains. |                                      |            |
| Afrique subsaharienne | Côte d'Ivoire                    | Nationalité ivoirienne                                   | 5 ans                                | Oui | |                                      |            |
| Europe                | Croatie                          | Nationalité croate (en)                                  | 8 ans                                | Oui | Obligation de connaître la langue croate et de lire l'alphabet latin. |                                      |            |
| Caraïbes              | Cuba                             |                                                          | 5 ans                                | Oui | Maitrise suffisante de l'espagnol. 2 ans en cas de mariage avec un citoyen cubain. |                                      |            |
| Europe                | Danemark                         | Nationalité danoise                                      | 9 ans                                | Oui | 9 ans de résidence permanente pour tout étranger. 3 ans pour les citoyens nordiques, les résidents des îles autonomes (s'ils sont allés à l'école au Danemark avant leurs 12 ans) et certains citoyens allemands 8 ans pour les apatrides |                                      |            |
| Afrique subsaharienne | Djibouti                         |                                                          |                                      | Non | |                                      |            |
| Caraïbes              | Dominique                        |                                                          |                                      | Oui | |                                      |            |
| Caraïbes              | République dominicaine           |                                                          | 2 ans                                | Oui | |                                      |            |
| Afrique du Nord       | Égypte                           | Nationalité égyptienne (en)                              | 10 ans                               | Oui | |                                      |            |
| Moyen-Orient          | Émirats arabes unis              |                                                          | 30 ans                               | Oui | Maitrise de la langue arabe impérative. 3 ans pour les individus originaires de Bahreïn, du Qatar ou du Sultanat d'Oman. 7 ans pour les individus d'origine arabe. |                                      |            |
| Amérique du Sud       | Équateur                         |                                                          | 3 ans                                | Oui | | [ 10 ]                               |            |
| Afrique subsaharienne | Érythrée                         |                                                          |                                      | Non | |                                      |            |
| Europe                | Espagne                          | Nationalité espagnole                                    | 10 ans                               | Non sauf pour les ressortissants de pays ibéro-américains, d'Andorre, des Philippines, de Guinée équatoriale, du Portugal, les personnes d'origine séfarade, et de France depuis le 15 mars 2021 | 10 ans 5 ans pour les réfugiés 2 ans pour les citoyens des pays ibéro-américains, d'Andorre, des Philippines, de Guinée équatoriale, du Portugal ou les personnes d'origine séfarade 1 ans par mariage ou naissance en Espagne Pour les non-hispanophones, réussir le test CCSE. |                                      |            |
| Europe                | Estonie                          | Nationalité estonienne (en)                              | 8 ans                                | Non | 8 ans dont 5 de résidence permanente |                                      |            |
| Amérique du Nord      | États-Unis                       | Citoyenneté américaine                                   | 5 ans                                | Oui | Diverses conditions s'appliquent. Voir l'article détaillé. | [ 15 ]                               |            |
| Afrique subsaharienne | Éthiopie                         |                                                          | 4 ans                                | Non | Maitrise suffisante de la langue. |                                      |            |
| Océanie               | Fidji                            |                                                          |                                      | | |                                      |            |
| Europe                | Finlande                         | Nationalité finlandaise                                  | 5 ans                                | Oui | 5 ans pour les étrangers majeurs 7 ans pour les étrangers arrivés en Finlande âgé de plus de 15 ans mais pas encore majeurs 4 ans pour les étrangers qui maîtrisent parfaitement le finnois 4 ans pour les étrangers ayant épousé une ou un citoyen finlandais 4 ans pour les réfugiés et les apatrides 5 ans pour les citoyens nordiques |                                      |            |
| Europe                | France                           | Nationalité française                                    | 5 ans                                | Oui | 5 ans 2 ans de résidence si 2 années d'études supérieures menant à l'obtention d'un diplôme. Aucun délai pour des réfugiés. Pour tous : conditions de maîtrise de la langue et dans certains cas d'intégration professionnelle sont exigées. |                                      |            |
| Afrique subsaharienne | Gabon                            |                                                          | 5 ans                                | Oui | |                                      |            |
| Afrique subsaharienne | Gambie                           |                                                          |                                      | | |                                      |            |
| Europe                | Géorgie                          |                                                          | 10 ans                               | Non | |                                      |            |
| Afrique subsaharienne | Ghana                            | Nationalité du Ghana (en)                                | 7 ans                                | Oui | |                                      |            |
| Europe                | Grèce                            | Nationalité grecque (en)                                 | 7 ans                                | Oui | |                                      |            |
| Caraïbes              | Grenade                          |                                                          |                                      | Oui | |                                      |            |
| Amérique du sud       | Guatemala                        |                                                          |                                      | | |                                      |            |
| Afrique subsaharienne | Guinée                           |                                                          |                                      | | |                                      |            |
| Afrique subsaharienne | Guinée-Bissau                    |                                                          |                                      | | |                                      |            |
| Afrique subsaharienne | Guinée équatoriale               |                                                          |                                      | | |                                      |            |
| Amérique du sud       | Guyana                           |                                                          |                                      | | |                                      |            |
| Caraïbes              | Haïti                            | Nationalité haïtienne                                    | 5 ans                                | Non | 5 ans de résidence permanente |                                      |            |
| Amérique du sud       | Honduras                         |                                                          |                                      | | |                                      |            |
| Extrême Orient        | Hong Kong                        |                                                          | 7 ans                                | Oui | |                                      |            |
| Europe                | Hongrie                          | Citoyenneté hongroise                                    | 8 ans                                | Oui | |                                      |            |
| Sous-continent indien | Inde                             |                                                          | 1 an                                 | Oui (par Citoyenneté indienne d'Outre-Mer) | |                                      |            |
| Asie du Sud-Est       | Indonésie                        |                                                          | 5 ans                                | Non | 10 ans en cas de résidence cumulée intermittente au lieu de 5 ans pour les résidents permanents. |                                      |            |
| Moyen-Orient          | Irak                             |                                                          | impossible sauf certaines exceptions | Oui | Le gouvernement irakien n'a pas accordé la citoyenneté irakienne à un non-irakien depuis près de 40 ans, en raison des circonstances que traverse le pays. |                                      |            |
| Moyen-Orient          | Iran                             |                                                          |                                      | Non | |                                      |            |
| Europe                | Irlande                          | Droit de la nationalité irlandaise                       | 5 ans                                | Oui sauf exception | 5 ans sur les 9 dernières années comme travailleur étranger, conjoint d'Irlandais et d'autres certains cas. La nationalité irlandaise se perd en cas d'acquisition d'une nouvelle nationalité, autrement que via le mariage 3 ans de résidence en cas de mariage avec un citoyen irlandais. |                                      |            |
| Europe                | Islande                          | Droit de la nationalité islandaise                       | 7 ans                                | Oui | 7 ans pour tout étranger. 4 ans pour les citoyens nordiques |                                      |            |
| Moyen-Orient          | Israël                           |                                                          | 5 ans                                | Oui | |                                      |            |
| Europe                | Italie                           | Nationalité italienne                                    | 10 ans                               | Oui | 4 ans pour un citoyen européen 2 ans par mariage avec résidence en Italie 3 ans par mariage avec résidence à l'étranger |                                      |            |
| Caraïbes              | Jamaïque                         |                                                          |                                      | Oui | |                                      |            |
| Extrême Orient        | Japon                            | Nationalité japonaise (it)                               | 5 ans                                | Non | 3 ans en cas de mariage avec un citoyen. |                                      |            |
| Moyen-Orient          | Jordanie                         |                                                          | 4 ans                                | Oui | 15 ans pour les citoyens arabes qui renoncent à leur citoyenneté d'origine. |                                      |            |
| Asie Centrale         | Kazakhstan                       |                                                          |                                      | Non | |                                      |            |
| Afrique subsaharienne | Kenya                            |                                                          |                                      | Oui | |                                      |            |
| Asie Centrale         | Kirghizistan                     |                                                          |                                      | Non | |                                      |            |
| Océanie               | Kiribati                         |                                                          |                                      | | |                                      |            |
| Moyen-Orient          | Koweït                           |                                                          | 20 ans                               | Non | Être obligatoirement de confession musulmane, et être pratiquant depuis au moins 5 ans. 15 ans pour les individus arabes. |                                      |            |
| Asie du Sud-Est       | Laos                             |                                                          |                                      | Non | |                                      |            |
| Afrique subsaharienne | Lesotho                          |                                                          |                                      | | |                                      |            |
| Europe                | Lettonie                         | Nationalité Lettonne (en)                                | 5 ans                                | Oui · pour quelques pays | Les ressortissants des États membres de l'UE ou des États membres de l'AELE ; Les ressortissants des États membres de l'OTAN ; Les ressortissants d'Australie, du Brésil ou de Nouvelle-Zélande. |                                      |            |
| Moyen-Orient          | Liban                            | Nationalité Libanaise                                    | impossible sauf certaines exceptions | Oui | Un étranger peut obtenir la nationalité libanaise sur décision du chef de l’État, après vérification et sur demande de cette personne qui a rendu au Liban des services importants. 1 an pour l'épouse d''un homme libanais. | ,                                    |            |
| Afrique subsaharienne | Liberia                          | Nationalité libérienne (en)                              | 2 ans                                | Non | |                                      |            |
| Afrique du Nord       | Libye                            |                                                          |                                      | | |                                      |            |
| Europe                | Liechtenstein                    | Nationalité du Liechtenstein (de)                        | 30 ans                               | Non | 30 ans de résidence permanente. (Pour les jeunes jusqu’à l’âge de vingt ans, les années vécues au Liechtenstein comptent double.) Une personne mariée à un citoyen liechtensteinois peut être naturalisée si elle est mariée depuis au moins 3 ans et résidant depuis 12 ans au Liechtenstein (les années de mariage comptent double). Il est possible d’acquérir la nationalité par votation populaire après 5 ans de résidence permanente |                                      |            |
| Europe                | Lituanie                         | Nationalité lituanienne                                  |                                      | Oui | |                                      |            |
| Europe                | Luxembourg                       | Nationalité luxembourgeoise (en)                         | 5 ans                                | Oui | Maitrise de la langue luxembourgeoise au niveau A2 à l'oral, et B1 à la compréhension de l'oral. Participation au cours "vivre ensemble au grand duché du Luxembourg". Nationalité par option possible après avoir étudié 7 ans au Grand-Duché et séjourné légalement les 12 derniers mois, ou en cas de mariage avec un Luxembourgeois avec la maitrise de la langue et la participation au cours vivre ensemble, sans délai si le couple vit au Luxembourg, et après 3 ans de mariage si résidence à l'étranger avec le conjoint luxembourgeois. |                                      |            |
| Europe                | Macédoine du Nord                | Nationalité macédonienne (en)                            | 8 ans                                | | |                                      |            |
| Afrique subsaharienne | Madagascar                       | Nationalité malgache                                     | 5 ans                                | Oui | |                                      |            |
| Asie du Sud-Est       | Malaisie                         |                                                          |                                      | Non | |                                      |            |
| Afrique subsaharienne | Malawi                           |                                                          |                                      | | |                                      |            |
| Sous-continent indien | Maldives                         |                                                          |                                      | | |                                      |            |
| Afrique subsaharienne | Mali                             |                                                          | 10 ans                               | Oui | |                                      |            |
| Europe                | Malte                            | Nationalité maltaise (en)                                | 5 ans                                | Oui | |                                      |            |
| Afrique du Nord       | Maroc                            | Nationalité marocaine                                    | 5 ans                                | Oui | | [ 20 ]                               |            |
| Océanie               | Îles Marshall                    |                                                          |                                      | Non | |                                      |            |
| Afrique subsaharienne | Maurice                          | Nationalité mauricienne (en)                             | 6 ans                                | Non | |                                      |            |
| Afrique du Nord       | Mauritanie                       | Nationalité mauritanienne                                | 5 ans                                | Oui | |                                      |            |
| Amérique du Nord      | Mexique                          | Nationalité mexicaine (en)                               | 5 ans                                | Oui | |                                      |            |
| Asie du Sud-Est       | États fédérés de Micronésie      |                                                          |                                      | Non | |                                      |            |
| Europe                | Moldavie                         | Nationalité Moldave                                      | 10 ans                               | Oui | |                                      |            |
| Europe                | Monaco                           | Nationalité monégasque                                   | 10 ans                               | Non | |                                      |            |
| Asie centrale         | Mongolie                         | Nationalité mongole (en)                                 | 5 ans                                | Non | |                                      |            |
| Europe                | Monténégro                       | Nationalité monténégrine (en)                            | 10 ans                               | Oui | |                                      |            |
| Afrique subsaharienne | Mozambique                       |                                                          |                                      | Non | |                                      |            |
| Afrique subsaharienne | Namibie                          | Nationalité namibienne (en)                              | 5 ans                                | Oui | |                                      |            |
| Océanie               | Nauru                            |                                                          |                                      | | |                                      |            |
| Sous-continent indien | Népal                            |                                                          |                                      | Non | |                                      |            |
| Amérique du sud       | Nicaragua                        |                                                          |                                      | | |                                      |            |
| Afrique subsaharienne | Niger                            |                                                          | 10 ans                               | Oui | |                                      |            |
| Afrique subsaharienne | Nigeria                          |                                                          |                                      | | |                                      |            |
| Océanie               | Niue                             |                                                          |                                      | | |                                      |            |
| Europe                | Norvège                          | Nationalité norvégienne (en)                             | 7 ans                                | Oui · | 7 ans sur les 10 dernières années 2 ans pour les citoyens nordiques âgés de plus de 12 ans 7 ans pour les apatrides 2 ans pour les apatrides nés en Norvège |                                      |            |
| Océanie               | Nouvelle-Zélande                 | Nationalité néo-zélandaise (en)                          | 5 ans                                | Oui | 5 ans de résidence comme résident permanent (au moins 240 jours pour chacune des années, 1 350 jours en tout |                                      |            |
| Moyen-Orient          | Oman                             |                                                          | 20 ans                               | Non | |                                      |            |
| Afrique subsaharienne | Ouganda                          |                                                          |                                      | | |                                      |            |
| Asie Centrale         | Ouzbékistan                      |                                                          |                                      | | |                                      |            |
| Sous-continent indien | Pakistan                         | Nationalité pakistanaise (en)                            |                                      | Oui · pour quelques pays | Double nationalité possible avec certains pays, Royaume-Uni, France, Italie, Belgique, Islande, Australie, Nouvelle-Zélande, Canada, Égypte, Jordanie, Syrie, Suisse, Pays-Bas, USA, Suède, Irlande |                                      |            |
| Océanie               | Palaos                           |                                                          | impossible sauf certaines exceptions | impossible sauf certaines exceptions | impossible sauf certaines exceptions | impossible sauf certaines exceptions |            |
| Moyen-Orient          | Palestine                        |                                                          | impossible sauf certaines exceptions | impossible sauf certaines exceptions | impossible sauf certaines exceptions | impossible sauf certaines exceptions |            |
| Amérique Centrale     | Panama                           | Naturalisation panaméenne                                | 5 ans                                | Oui | 5 ans par naturalisation 3 ans par mariage Variable pour les ressortissants espagnols ou latino-américains, la durée dépend de la réciprocité de la durée pour un Panaméen dans ces dits pays pour être naturalisé. | [ 23 ]                               |            |
| Océanie               | Papouasie-Nouvelle-Guinée        |                                                          | 8 ans                                | Oui mais à un certain prix : 15 000 kinas si vous souhaitez obtenir la citoyenneté par naturalisation et approuver la double citoyenneté                                                         | 10 000 kinas si vous recherchez la citoyenneté par naturalisation uniquement |                                      |            |
| Amérique du sud       | Paraguay                         | Nationalité paraguayenne (en)                            | 3 ans                                | Oui | |                                      |            |
| Europe                | Pays-Bas                         | Nationalité hollandaise (en)                             | 5 ans                                | Non Sauf en cas de mariage | 3 ans en cas de mariage avec un Néerlandais. |                                      |            |
| Amérique du sud       | Pérou                            | Nationalité péruvienne (en)                              | 2 ans                                | Oui | |                                      |            |
| Asie du Sud-Est       | Philippines                      | Nationalité philippine (en)                              | 10 ans                               | Oui | |                                      |            |
| Europe                | Pologne                          | Nationalité polonaise (en)                               | 10 ans                               | Oui | 10 ans 3 ans de résidence avec une résidence permanente 2 ans de résidence et mariage avec une ou un citoyen polonais 2 ans de résidence avec un statut de réfugié |                                      |            |
| Europe                | Portugal                         | Nationalité portugaise                                   | 6 ans                                | Oui | 6 ans en général 3 ans de mariage |                                      |            |
| Moyen-Orient          | Qatar                            | Nationalité Qatari                                       | 10 ans                               | Non | |                                      |            |
| Europe                | République tchèque               | Nationalité tchèque (en)                                 | 5 ans                                | Oui | 5 ans de résidence permanente et maitrise de la langue tchèque au niveau B1 |                                      |            |
| Europe                | Roumanie                         | Nationalité roumaine (it)                                | 8 ans                                | Oui | |                                      |            |
| Europe                | Royaume-Uni                      | Droit de la nationalité et de la citoyenneté britannique | 5 ans                                | Oui | 5 ans sans absence de plus de 450 jours dont 90 jours durant la dernière année 3 ans en cas de mariage |                                      |            |
| Europe                | Russie                           | Citoyenneté russe                                        | 5 ans                                | Oui | 5 ans 3 ans en cas de mariage 1 an pour les spécialistes et les réfugiés |                                      |            |
| Afrique subsaharienne | Rwanda                           |                                                          | 5 ans                                | Oui | |                                      |            |
| Caraïbes              | Saint-Christophe-et-Niévès       |                                                          | 10 ans                               | Oui | |                                      |            |
| Europe                | Saint-Marin                      | Citoyenneté de Saint-Marin (it)                          | 30 ans                               | Oui | 30 ans 15 ans en cas de mariage |                                      |            |
| Caraïbes              | Saint-Vincent-et-les-Grenadines  |                                                          |                                      | | |                                      |            |
| Océanie               | Îles Salomon                     |                                                          |                                      | | |                                      |            |
| Amérique Centrale     | Salvador                         |                                                          |                                      | | |                                      |            |
| Océanie               | Samoa                            | Nationalité de Samoa (en)                                | 5 ans                                | | |                                      |            |
| Afrique subsaharienne | Sao Tomé-et-Principe             |                                                          |                                      | | |                                      |            |
| Afrique subsaharienne | Sénégal                          | Nationalité sénégalaise                                  | 5 ans                                | Oui | | [ 26 ]                               |            |
| Europe                | Serbie                           | Nationalité serbe (en)                                   | 3 ans                                | Oui | |                                      |            |
| Afrique subsaharienne | Seychelles                       |                                                          | 5 ans                                | Oui | |                                      |            |
| Afrique subsaharienne | Sierra Leone                     |                                                          |                                      | | |                                      |            |
| Asie du Sud-Est       | Singapour                        | Nationalité singapourienne (en)                          | 2 ans                                | Non | 2 ans à partir de l'obtention du statut de résident permanent (et après avoir fait son service militaire pour les hommes) |                                      |            |
| Europe                | Slovaquie                        | Nationalité slovaque (en)                                | 8 ans                                | Non | |                                      |            |
| Europe                | Slovénie                         | Nationalité slovène (en)                                 | 10 ans                               | Oui pour les Slovènes d'origines · Non pour les naturalisés | 5 années continues |                                      |            |
| Afrique subsaharienne | Somalie                          |                                                          |                                      | | |                                      |            |
| Afrique subsaharienne | Soudan                           |                                                          |                                      | | |                                      |            |
| Afrique subsaharienne | Soudan du Sud                    |                                                          | impossible sauf certaines exceptions | impossible sauf certaines exceptions | impossible sauf certaines exceptions | impossible sauf certaines exceptions |            |
| Sous-continent indien | Sri Lanka                        |                                                          |                                      | | |                                      |            |
| Europe                | Suède                            | Nationalité suédoise                                     | 5 ans                                | Oui | 5 ans de résidence permanente 2 ans pour les jeunes entre 18 et 21 ans (sous certaines conditions) 2 ans pour les citoyens nordiques 4 ans pour les apatrides et réfugiés (conditions supplémentaires pour les réfugiés) 2 ans pour les apatrides nés en Suède |                                      |            |
| Europe                | Suisse                           | Nationalité suisse                                       | 10 ans                               | Oui | 10 ans de résidence au niveau fédéral, dont 3 sur les 5 dernières années, entre 2 et 5 ans de résidence dans le canton de la demande, les années passées entre les âges de 8 et 18 ans comptent double avec un minimum de 6 ans. 5 ans de résidence si le candidat est marié avec un citoyen suisse depuis 3 ans, ou 6 ans si le couple vit à l'étranger. |                                      |            |
| Amérique du Sud       | Suriname                         |                                                          |                                      | | |                                      |            |
| Afrique subsaharienne | Eswatini                         |                                                          |                                      | | |                                      |            |
| Moyen-Orient          | Syrie                            |                                                          | impossible sauf certaines exceptions | impossible sauf certaines exceptions | impossible sauf certaines exceptions | impossible sauf certaines exceptions |            |
| Asie Centrale         | Tadjikistan                      |                                                          |                                      | | |                                      |            |
| Extrême Orient        | Taïwan                           | Histoire de la nationalité taïwanaise                    | 5 ans                                | Oui | Pour être naturalisé, il faut avoir renoncé à sa nationalité d'origine. La double citoyenneté reste légale. | [ 29 ]                               |            |
| Afrique subsaharienne | Tanzanie                         | Nationalité tanzanienne (en)                             | 7 ans                                | Non | |                                      |            |
| Afrique subsaharienne | Tchad                            |                                                          |                                      | | |                                      |            |
| Europe                | République tchèque               | Nationalité tchèque                                      | 5 ans                                | Oui | Niveau B1 de tchèque requis. Examen oral et écrit de langue tchèque, ainsi qu'un test sur l'histoire, la culture et la société tchèque. | [ 30 ]                               |            |
| Asie du Sud-Est       | Thaïlande                        |                                                          | 5 ans                                | Oui | Maitrise la langue thaïe écrite et orale. Capable de chanter l'hymne national thaïlandais. Passer l'examen sur le système basé sur les points d'obtention de la citoyenneté thaïlandaise et avoir au moins 50 points sur 100. |                                      |            |
| Asie du Sud-Est       | Timor oriental                   |                                                          | 8 ans                                | | |                                      |            |
| Afrique subsaharienne | Togo                             |                                                          |                                      | | |                                      |            |
| Océanie               | Tonga                            | Nationalité tonganne (en)                                | 5 ans                                | | |                                      |            |
| Caraïbes              | Trinité-et-Tobago                |                                                          |                                      | Oui | |                                      |            |
| Afrique du Nord       | Tunisie                          |                                                          | 5 ans                                | Oui | 5 ans résidence avec connaissance de l'arabe, de l'anglais et/ou du français exigée. |                                      |            |
| Asie Centrale         | Turkménistan                     |                                                          |                                      | | |                                      |            |
| Europe                | Turquie                          | Nationalité turque                                       | 5 ans                                | Oui | La connaissance de la langue turque est exigée. |                                      |            |
| Océanie               | Tuvalu                           |                                                          |                                      | | |                                      |            |
| Europe                | Ukraine                          | Nationalité ukrainienne (en)                             | 5 ans                                | Oui | |                                      |            |
| Amérique du Sud       | Uruguay                          | Nationalité uruguayenne (en)                             | 5 ans                                | Oui | 5 ans par résidence bonne moralité subvenir à ses besoins 3 ans si le demandeur a de la famille | [ 31 ]                               |            |
| Océanie               | Vanuatu                          |                                                          |                                      | | |                                      |            |
| Europe                | Vatican                          |                                                          | impossible sauf certaines exceptions | impossible sauf certaines exceptions | impossible sauf certaines exceptions | impossible sauf certaines exceptions |            |
| Amérique du Sud       | Venezuela                        |                                                          |                                      | Oui | |                                      |            |
| Asie du Sud-Est       | Viêt Nam                         |                                                          |                                      | Non | |                                      |            |
| Moyen-Orient          | Yémen                            |                                                          | impossible sauf certaines exceptions | impossible sauf certaines exceptions | impossible sauf certaines exceptions | impossible sauf certaines exceptions |            |
| Afrique subsaharienne | Zambie                           |                                                          |                                      | | |                                      |            |
| Afrique subsaharienne | Zimbabwe                         |                                                          |                                      | Non | |                                      |            |